# Martine Dupuy
Pour les articles homonymes, voir Dupuy.
Martine Dupuy est une mezzo-soprano française, née à Marseille le 10 décembre 1952.

## Biographie
Parallèlement à des études universitaires en italien à la faculté des lettres d'Aix-Marseille, elle étudie le chant au conservatoire de Marseille, et débute dans de petits rôles à l'Opéra de la même ville, comme Welgunde dans Le Crépuscule des dieux de Richard Wagner. Elle entre dans la troupe de l'Opéra de Marseille en 1973.
Elle travaille sa voix avec Francis Dresse, qui restera son seul professeur, même si elle a pris conseil ensuite auprès du spécialiste du belcanto Rodolfo Celletti. Elle remporte le réputé concours de chant Lauri-Volpi en 1975 ainsi que celui de Peschiera dal Garda.
Son timbre de voix est celui d'une mezzo-soprano colorature, capable d'ornementations virtuoses, avec une grande extension, jusqu'au contre-ut. À son sujet, le critique musical du journal Le Monde, Jacques Longchampt, écrit qu'elle a une « voix de mezzo superbe, ronde, charnue, déployant son étoffe riche et soyeuse dans un flamboiement technique que rien n'arrête ».
Après des débuts dans le répertoire classique et baroque (Eurydice dans Le Carnaval de Venise de Campra, Orphée dans Orphée et Eurydice de Gluck), elle se consacre essentiellement au répertoire italien, mais chante aussi Mozart (Cecilio dans Lucio Silla, Sesto dans La clemenza di Tito, Idamante dans Idomeneo et Cherubino (Le nozze di Figaro). Elle aborde également le rôle de Charlotte dans Werther de Jules Massenet (1977, Opéra de Lyon) ou Marguerite dans La Damnation de Faust de Berlioz.
Elle obtient ses plus grands succès dans les opéras de Rossini et joue un rôle important dans la "Rossini-Renaissance" des années 1980 marquée notamment par la création du Festival Rossini à Pesaro. Elle s'illustre particulièrement dans les rôles de Rosina (Il barbiere di Siviglia), d'Isabella (L'Italiana in Algeri), Arsace (Semiramide), Malcolm (La donna del lago), Falliero (Bianca e Falliero), Ottone (Adelaide di Borgogna) et Angelina (La Cenerentola).
Dans le répertoire italien, elle chante également Bellini (Romeo dans I Capuleti ed i Montecchi, son rôle fétiche, Adalgisa dans Norma), Donizetti (Il diluvio universale, Lucrezia Borgia) et tente quelques rares incursions dans Verdi (Maddalena dans Rigoletto, Eboli dans Don Carlo).
Sa carrière est également très internationale. Elle chante régulièrement à l'Opéra d'État de Vienne, au Teatro communale de Bologne, à Vérone et en 1988, elle débute au Metropolitan de New York dans Giuletta des Contes d'Hoffmann et elle y chante également Giulio Cesare de Händel.
Elle est régulièrement présente sur la scène de l'Opéra national de Paris, aussi bien au Palais Garnier (Adalgisa dans Norma en 1987) qu'à l'Opéra Bastille pour son inauguration, le 13 juillet 1989, et ensuite dans Les contes d'Hoffmann mis en scène par Roman Polanski. Elle remporte une Victoire de la musique dans la catégorie Révélation classique en 1991
Martine Dupuy a arrêté sa carrière au début des années 2000 et s'est retirée à Marseille.
A l'été 2022, en vue de son 70e anniversaire, France Musique a consacré une émission spéciale à Martine Dupuy.

## Discographie et vidéographie

### Récitals
- Concerto di altri tempi, Bongiovanni

### Intégrales d'opéras

#### CD
- Auber, Fra Diavolo (Lady Pamela), dir : Zedda, 1981
- Bellini, Norma (Adalgisa), dir : Censabella, 1975
- Donizetti, Il diluvio universale, dir : Latham-König, 1985
- Haendel, Agrippina (Nerone), dir : Hogwood, 1983
- Haendel, Giulio Cesare (Giulio Cesare), dir : Panni, 1990
- Kosma, Les Canuts, dir : Baudo, 1982
- Poulenc, Dialogues des Carmélites (Mère Marie), dir : Kent Nagano, Virgin, 1992
- Rossini, Adelaide di Borgogna, dir : Zedda, 1992
- Rossini, La donna del lago (Malcolm), dir: Riccardo Muti, Philips, 1992

#### DVD
- Donizetti, Lucrezia Borgia (Maffio Orsini), dir : Bonynge, 1992
- Rossini, La donna del lago (Malcolm), dir: Riccardo Muti, Philips, 1992

### Documentation
- L'univers de l'opéra, sous la direction de Bertrand Dermoncourt, coll. Bouquins, Robert Laffont (OCLC 816730674)
- The Grove Book of Opera Singers, Laura Macy, Oxfort